# Rozdzielnica prefabrykowana
Rozdzielnica prefabrykowana – urządzenie do rozdziału energii elektrycznej, składające się z aparatów wraz z przynależnymi połączeniami, elementami izolacyjnymi, konstrukcjami i osłonnymi. Zespół urządzeń rozdzielczych wraz z budynkiem (lub pomieszczeniem) i urządzeniami pomocniczymi stanowi rozdzielnię.
Rozdzielnice prefabrykowane mogą być jednoczłonowe lub dwuczłonowe. Rozdzielnice dwuczłonowe składają się z członu nieruchomego i wysuwanego, który w łatwy sposób może być oddzielny mechanicznie i elektrycznie od członu stałego zachowując bezpieczną biegunową przerwę izolacyjną. 
Rozdzielnice na ogół dzielą się na segmenty (pola), z których można wyróżnić w zależności od funkcji: pole zasilające, odbiorcze, sprzęgłowe, pomiarowe, w zależności od wyposażenia: pole wyłącznikowe, rozłącznikowe, bezpiecznikowe.